# Pfarrkirchen im Mühlkreis
Pfarrkirchen im Mühlkreis est une commune autrichienne du district de Rohrbach en Haute-Autriche.